# 히라쓰카시
히라쓰카시(일본어: 平塚市)는 일본 가나가와현에 있는 시이다. 특례시로 지정되어 있으며 1932년에 시가 되었다.
간토평야의 도쿄와 후지산 사이의 통로에 위치하고 태평양의 사가미만과 접한 쇼난 지역에 5km의 해안선이 있다.
북쪽으로 이세하라시, 하다노시, 동쪽으로 지가사키시, 고자군, 서쪽으로 아시가라카미군과 접하며 남쪽은 바다와 접한다.

## 역사
히라쓰카의 주변 지역은 선사 시대부터 사람들이 정착하였고 이 지역에 대한 기록은 나라 시대에 고대 오스미군의 일부로 발견된다. 헤이안 시대부터 가마쿠라 시대까지 이 지역은 여러 사무라이 씨족들이 지배하는 장원들로 나뉘었고 센고쿠 시대에는 오다와라의 고호조씨와 미우라씨 간의 몇 번의 전투가 있던 장소였다. 오다와라 전투에서 호조씨가 도요토미 히데요시에게 패한 이후 이 지역은 도쿠가와 이에야스가 지배하게 되었고 1596년에 여름 궁전이 지어졌다. 히라쓰카는 에도 막부가 성립된 후에도 막부의 직할령으로 유지되었고 에도와 교토를 연결하는 도카이도의 슈쿠바(역참 마을)인 히라쓰카주쿠로 번영하였다. 메이지 유신 이후 1889년 4월 1일에 나카군에 속하는 히라쓰카정이 설립되었다. 1932년 4월 1일에 이웃한 스마정을 합쳐 히라쓰카시가 탄생하였다.
2차 대전 이전에 히라쓰카는 일본 제국 해군의 히라쓰카 해군화약창(平塚海軍火薬廠)과 닛산 그룹의 육군 항공기 공장인 일본국제항공공업(日本国際航空工業)이 위치하였다. 히라쓰카는 1945년 7월 16일에 히라쓰카 대공습으로 크게 파괴되었다. 전략적인 위치와 넓은 해변 때문에 이곳은 또한 2차 대전 말엽 다운폴 작전의 목표 중 하나였다.
도시는 전쟁 이후 빠르게 재건되었고 1950년대 중반에는 몇몇 이웃한 촌들을 합병하여 현재의 크기에 이르게 되었다. 인구는 2001년에 20만 명을 넘어 일본 정부가 지정하는 특례시가 되었다.

## 경제
히라쓰카는 혼합 경제 체계로 시 외곽에 공업 단지들이 위치한다. 주요 공장들로는 요코하마 고무, 캐논, 후루카와 전기, 미쓰비시 수지가 있다. 또한 도쿄와 요코하마의 베드타운이기도 하다.

## 교통

### 철도
- 동일본 여객철도 도카이도 본선

### 도로
- 국도 1호선
- 국도 129호선
- 국도 134호선
- 국도 171호선

## 인구
| 연도 | 인구    | ±%      |
| ---- | ------- | ------- |
| 1950 | 49,638  | —       |
| 1960 | 108,279 | +118.1% |
| 1970 | 163,671 | +51.2%  |
| 1980 | 214,293 | +30.9%  |
| 1990 | 245,950 | +14.8%  |
| 2000 | 254,633 | +3.5%   |
| 2010 | 260,780 | +2.4%   |
| 2020 | 258,422 | −0.9%   |